# Antyfaszystowski Front Kobiet Bośni i Hercegowiny

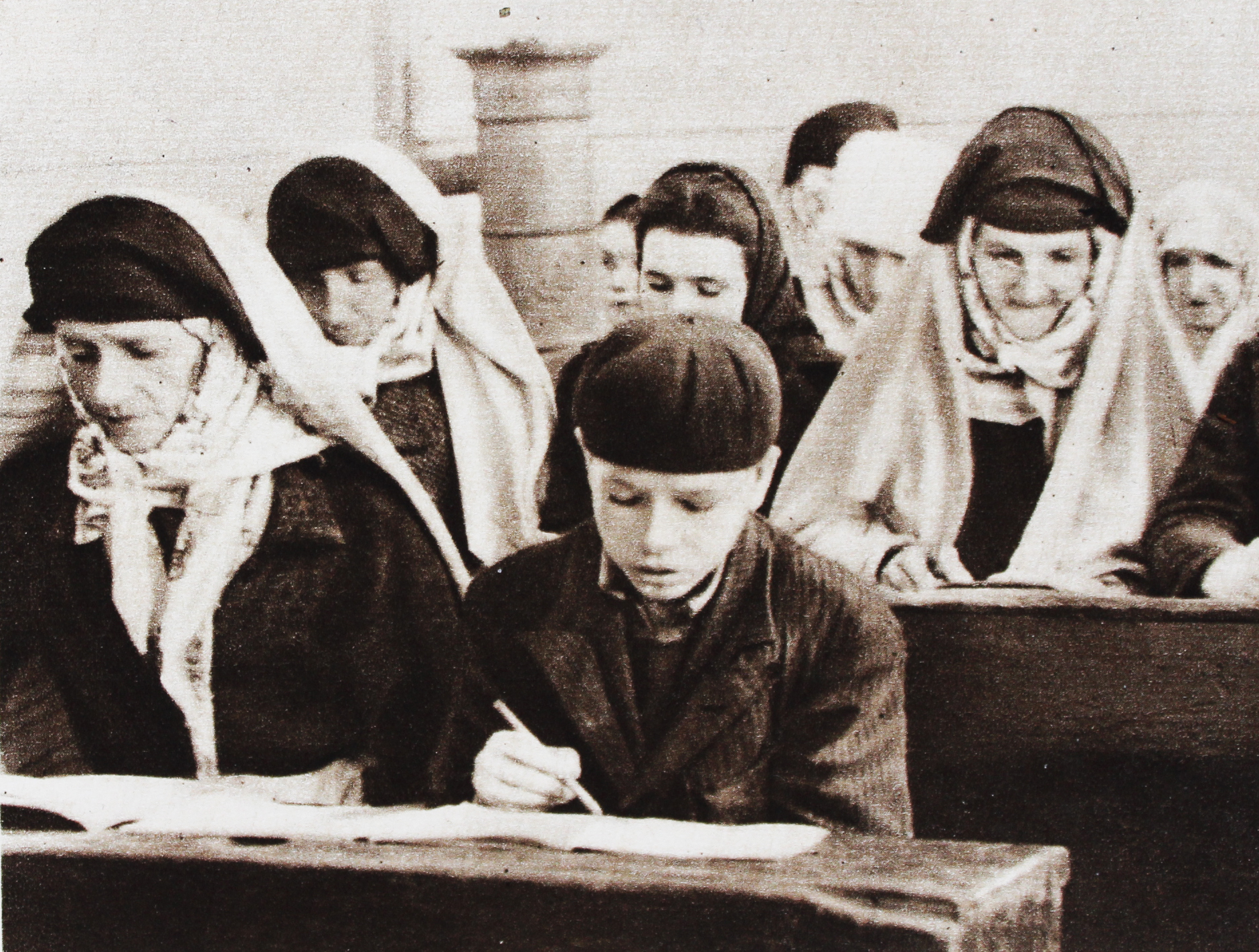
Bośniackie katoliczki i muzułmanki otrzymujące edukacje podstawową, 1948

Antyfaszystowski Front Kobiet Bośni i Hercegowiny (cyr. serbska / j. chorwacki: Антифашистички фронт жена Босне и Херцеговине/Antifašistički front žena Bosne i Hercegovine), w skrócie AFŽ BiH (АФЖ БиХ) – organizacja masowa w Socjalistycznej Republice Bośni i Hercegowiny utworzona w lutym 1942 przez partię komunistyczną, czyli ponad rok przed powstaniem samej republiki. Jej głównym celem było zaangażowanie kobiet z Bośni i Hercegowiny w ruch oporu i wsparcie partyzantów w walce z nazistowską okupacją Jugosławii. Był to pierwszy działający na wielką skalę ruch kobiet, który odegrał ważną rolę w wojnie narodowowyzwoleńczej i w procesie emancypacji kobiet w Jugosławii. Organizacja przyczyniła się do powstania Antyfaszystowskiego Frontu Kobiet, którego pierwsze zgromadzenia miało miejsce 6 grudnia 1942 w Bosanski Petrovac.

## Tło
Przed II wojną światową społeczeństwo Jugosławii było w przeważającej mierze wiejskie, szczególnie w Bośni i Hercegowinie. Sytuacja kobiet była uderzająco trudna. Jak twierdzi jugoslowiańska antropolożka Vera Stein Ehrlich, przemoc domowa była częstym zjawiskiem w prawosławnych społecznościach wiejskich, podobnie jak tzw. branka i gwałty. Bośnia i Hercegowina różniła się od reszty Jugosławii ze względu na dużą populację ludności islamskiej. Tradycyjny ubiór Bośniaczek wyznających islam utrudniał im zatrudnienie w wielu sklepach i fabrykach. Dodatkowo znaczna większość była niewykształcona oraz miała problemy zdrowotne.

## Działalność podczas okupacji

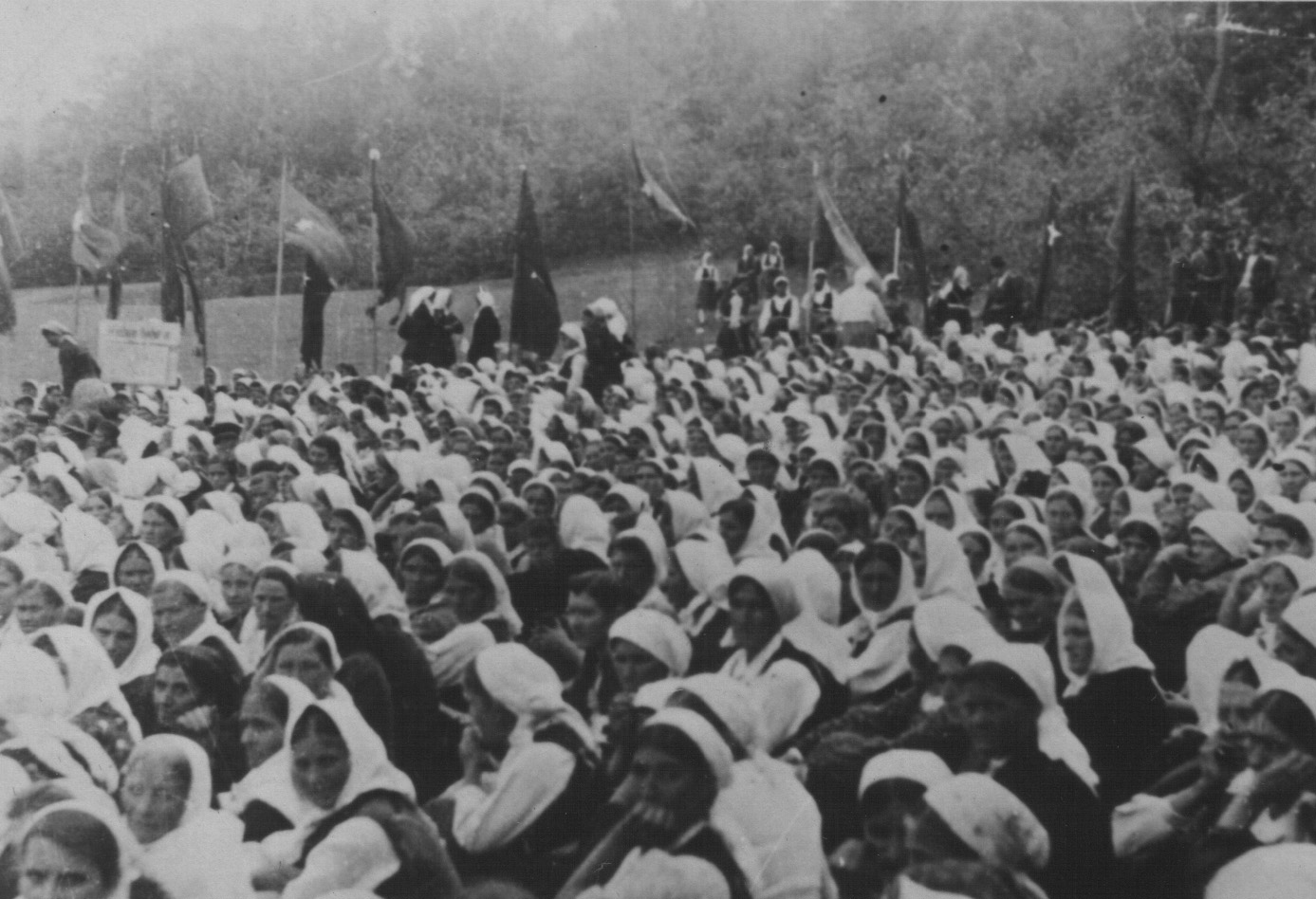
Wiec AFŽ w zachodniej Bośni w mieście Drvar

Antyfaszystowski Front Kobiet Bośni i Hercegowiny został utworzony w styczniu 1942 w regionie zachodniej Bośni, gdzie przebywali wówczas Josip Broz Tito i reszta dowództwa ruchu oporu Jugosławii. Obecne były delegatki ze wszystkich wyzwolonych części Bośni i Hercegowiny, łącznie ponad 500 kobiet, głównie prawosławne Serbki oraz przedstawicielki ludności muzułmańskiej z terenów wiejskich. Krótko po przybyciu Tito z samego regionu Fočy do organizacji wstąpiło 906 kobiet.
Na początku kształtowania się organizacji napięcia i spory etniczne w regionie Bośni i Hercegowiny były główną przeszkodą, z którą musiały zmierzyć się kobiety należące do ruchu. Siły okupacyjne na terenie Jugosławii skupiały swoje działania głównie na prześladowaniu Żydów, Romów i Serbów, korzystając z kolaboracji chorwackiej bojówki Ustaszy. AFŽ najefektywniej rekrutowało ludność serbską, przez co miała problem z przyciągnięciem katolickich Chorwatów oraz bośniackich muzułmanów, którzy postrzegali organizację jako mającą serbski i prawosławny charakter. Z drugiej strony Serbki uważały, że kobiety z innych grup etnicznych wspierają Ustaszy, co ograniczało chęć serbskich kobiet do akcesu. Proces zaangażowania znaczącej liczby kobiet niebędących Serbkami wymagał wobec tego sporo wysiłku i czasu.
Do wiosny 1942 AFŽ udało się utworzyć siatkę ok. 2000 kobiet, które organizowały demonstracje przeciwko działalności Ustaszy. Jako że tylko Żydzi i prawosławni byli prześladowani, muzułmanki mogły poruszać się swobodnie, co sprawiło, że stały się nieocenione dla działalności ruchu oporu. Ich burki pozwalały na przenoszenie bez ryzyka zatrzymania i przeszukania kontrabandy, w tym broni. Taką strategię działania przyjęły także aktywistki, które w normalnych okolicznościach nie nosiły strojów muzułmańskich, czyli katoliczki i prawosławne. Po porażce partyzantów po czwartej ofensywie antypartyzanckiej w marcu 1942 AFŽ wzięło na siebie całą odpowiedzialność za działalność pozostałego w Hercegowinie w mieście Mostar ruchu oporu.

## Prawa kobiet i feminizm

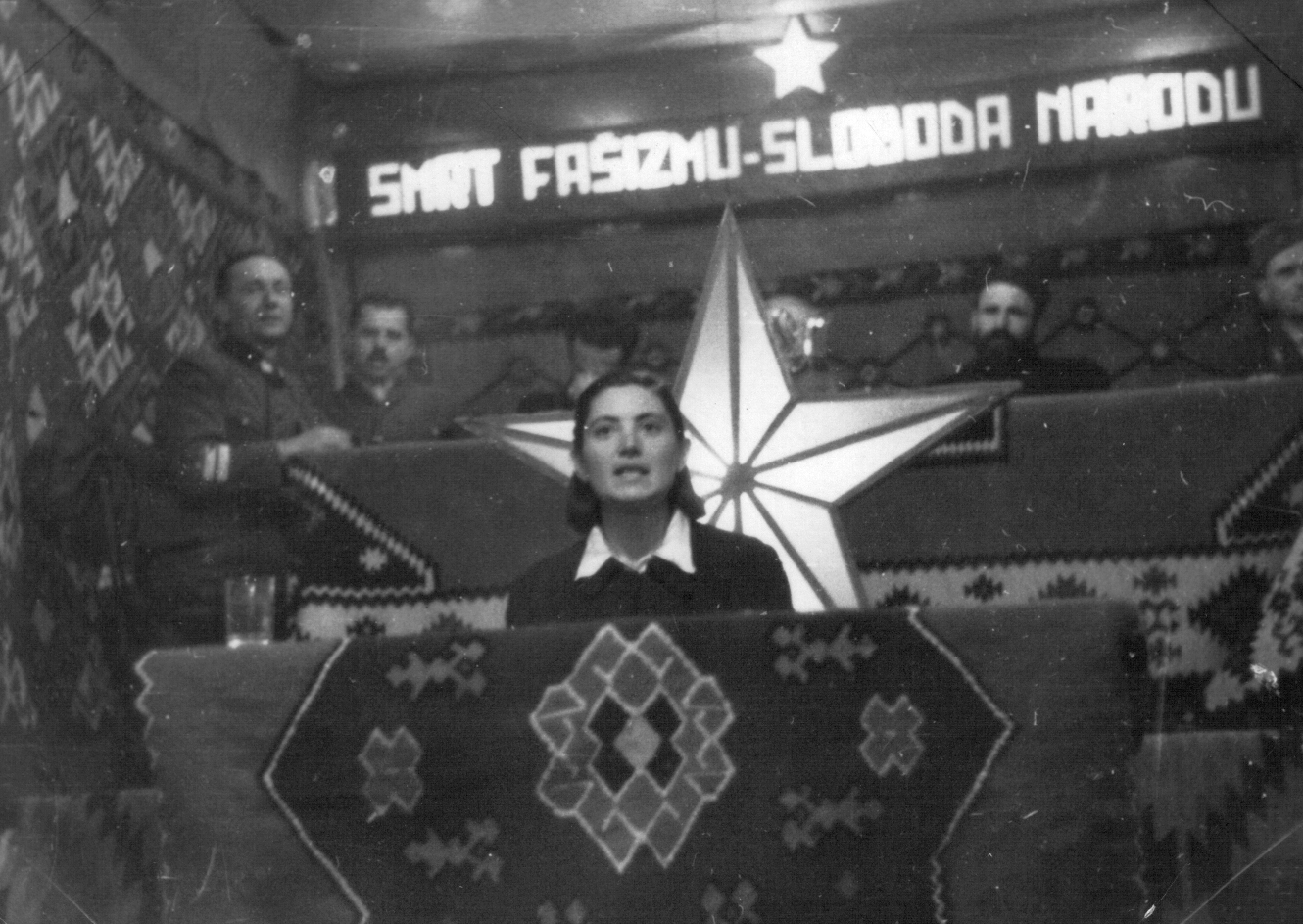
Rada Vranješević, członkini AFŽ, przemawiająca na pierwszym zgromadzeniu ZAVNOBiH

Przywództwo partii komunistycznej, pomimo szczerych chęci poprawienia statusu kobiet, postrzegało AFŽ jedynie jako mało istotną organizację, poprzez którą kobiety będą wciągane do ruchu oporu. Jednak mimo tego seksistowskie i patriarchalne wartości wśród zarówno mężczyzn, jak i kobiet obecnych w partii, były przeszkodą dla ruchu oporu. Nastroje w organach państwowych Bośni i Hercegowiny pozwalały na wprowadzenie równości płciowej w polityce. Podczas pierwszej sesji Antyfaszystowskiej Rady Narodowego Wyzwolenia Bośni i Hercegowiny (ZAVNOBiH) w Mrkonjić Gradzie wśród 170 delegatów były tylko 4 kobiety. W drugiej sesji uczestniczyło już 7 kobiet na 100 mężczyzn. Jednak żadna kobieta nie została wybrana do Prezydium Bośni i Hercegowiny.
Niektóre sekcje AFŽ zaczęły być identyfikowane jako ściśle feministyczne niż wyłącznie antyfaszystowskie. W regionie Bosanska Krajina aktywistki przyjmowały stanowiska niezależnie od organów komunistycznych, tworzyli własne instytucje finansowe i organizacje kulturowe. We wsi niedaleko Sanskiego Mostu stworzyli nawet „gminę kobiet”. W grudniu 1943 Centralny Komitet uważał, że AFŽ zachowuje się jak państwo w państwie. Był zaniepokojony nieprawidłowościami, które wyrażały się przez feminizm. Jednak aktywistki AFŽ przypomniały, że kobiety nie są jakąś odrębną częścią narodu, ale raczej stanowią naród.

## Powojenna działalność

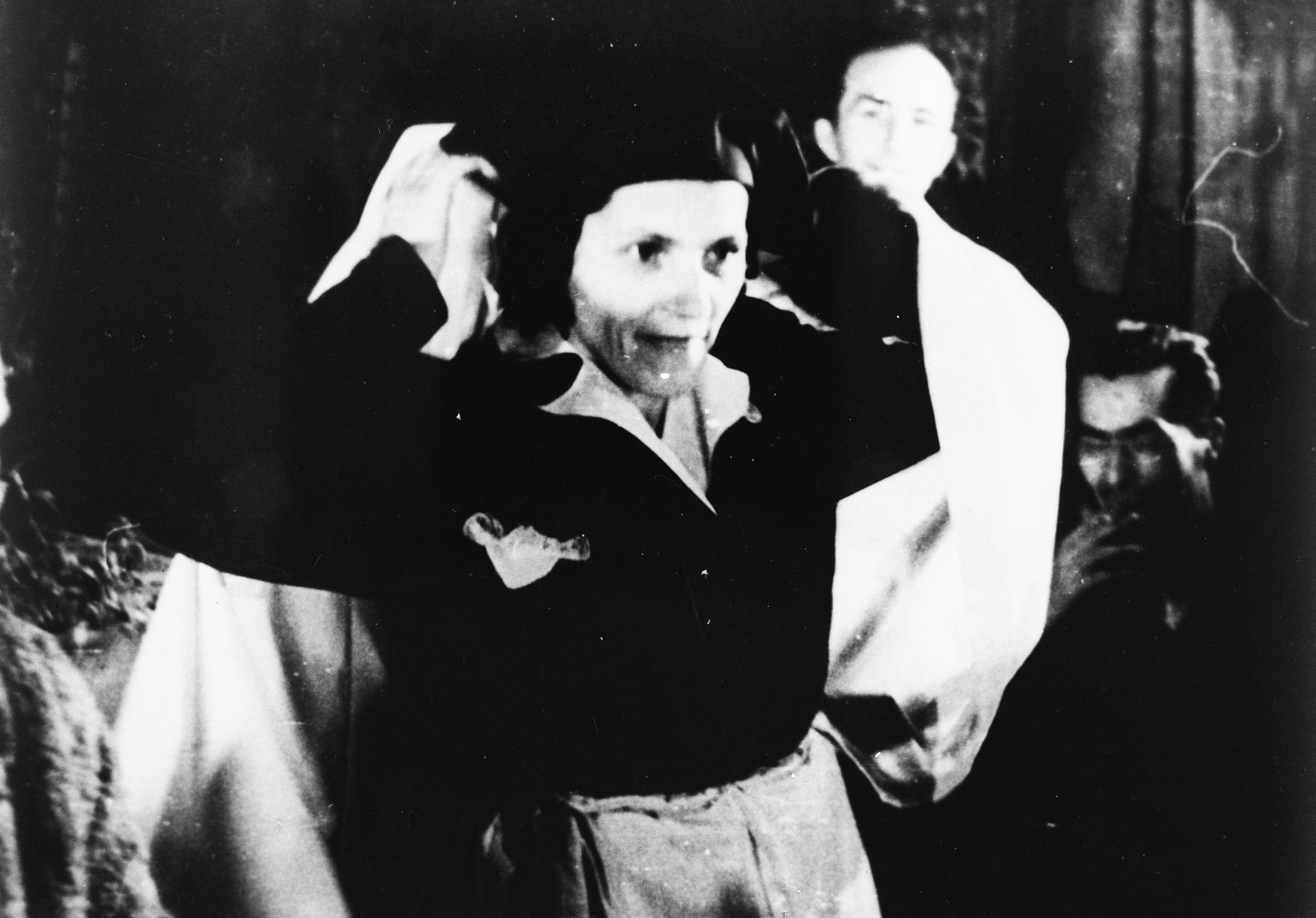
Zdjęcie nikabu na drugim kongresie organizacji w Sarajewie, 1947

Aktywistki z AFŽ BiH skonfrontowały się z problemami, z którymi zmagały się muzułmańskie kobiety. Zajęły się edukacją i ochroną zdrowia muzułmanek. Została także uruchomiona ogromna kampania zachęcająca Bośniaczki do głosowania. W efekcie prawie 100% kobiet poszło do głosowania. Komuniści starali się promować równość płci, która często szła w parze z koncepcją braterstwa i jedności różnych grup etnicznych w Bośni i Hercegowinie, które po wojnie w Bośni i Hercegowinie były mocno skonfliktowane. Było to widoczne szczególnie w przypadku muzułmańskich kobiet, które w najmniejszym stopniu uczestniczyły w życiu publicznym. W rejonie gór Grmeč praca z nimi była bardzo trudna z powodu tendencji do unikania kontaktu z serbskimi prawosławnymi kobietami. Dodatkowo często mężowie muzułmanek zabraniali im wstępowania do organizacji.
W 1947 na drugim kongresie w Sarajewie AFŽ BiH zaczął opowiadać się za porzuceniem przez muzułmańskie kobiety hidżabów oraz nikabów. Miało to doprowadzić do życia bez nierówności, zniewolenia przez drugą osobę oraz życia, które nie będzie odbywało się w ciemności i zacofaniu. Po przyjęciu rezolucji delegatka z Travnika, Šemsa Kadić, demonstracyjnie zdjęła hidżab, co zostało przyjęte brawami ze strony innych delegatek. W ślad za nią poszły też inne muzułmanki. Przez następne trzy lata organizowane były spotkania i wiece zachęcające kobiety do zrzucenia zasłony. Członkinie organizacji zyskały nawet poparcie polityków-mężczyzn, w tym wielkiego muftiego Ibrahima Fejicia.
Antyfaszystowski Front Kobiet Bośni i Hercegowiny, wraz z Antyfaszystowskim Frontem Kobiet Jugosławii oraz innymi jego oddziałami, rozwiązały się we wrześniu 1953